# شركة مصر العليا لتوزيع الكهرباء
شركة مصر العليا لتوزيع الكهرباء، هي شركة حكومية لإنتاج الكهرباء، وتابعة للشركة القابضة لكهرباء مصر.

## الإنتاج
يبلغ إجمالي سعة التحويل 3000.95 ميجافولت أمبير وإجمالي الطاقة المتوقع شراؤهاخلال السنة 5966.06 مليون ك.و.س.